# Eppertshausen

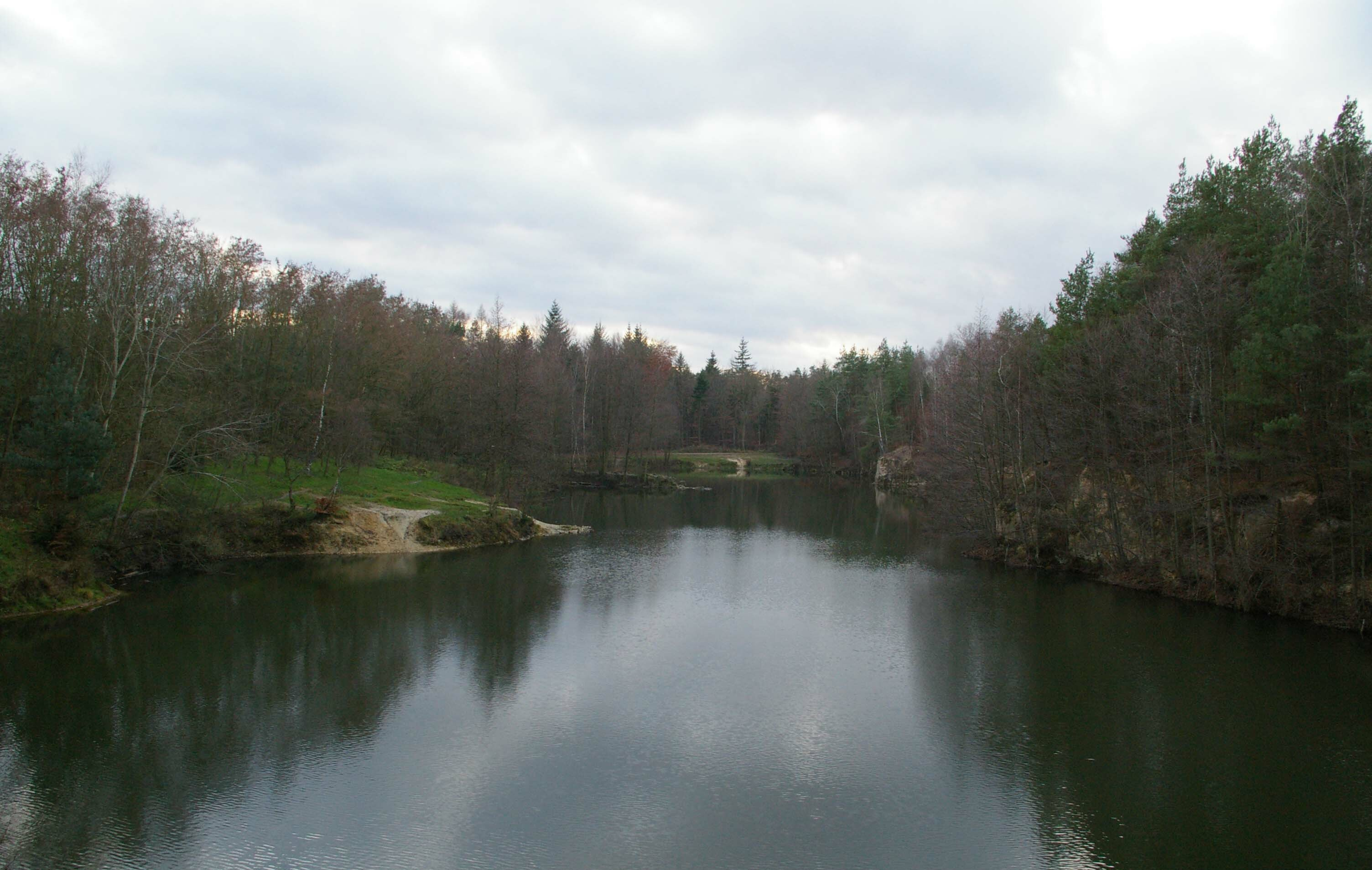
Neuer Steinbruch Eppertshausen „Aje-See“ oder „die Aje“ genannt

Eppertshausen ist eine Gemeinde im südhessischen Landkreis Darmstadt-Dieburg.

## Geographie

### Geographische Lage
Eppertshausen liegt 15 km nordöstlich von Darmstadt in der Untermainebene, nördlich des Odenwalds. Höchste Erhebungen sind die Messeler Höhe und der Dolmesberg im Forst Eichen mit 195 m und 187 m ü. NN. Der niedrigste Punkt der Gemeinde liegt auf 131 m ü. NN und heißt Auf dem obersten Hoch.

### Gewässer
Im Süden der Gemeinde verläuft die Gersprenz, die teilweise auch die Grenze zu Münster (Hessen) bildet, im Norden fließt der Oberlauf der Lache. Im Forst Eichen befinden sich zwei Seen, der Alte Steinbruch und der Neue Steinbruch, auch Aje-See genannt. Der Oberwald weist drei stehende Gewässer auf, den Beckmann-Teich, die Alte Tongrube und das Naturschutzgebiet Rallenteich. Gegenüber dem Alten Steinbruch an der Messler Chaussee befindet sich die Quelle Sellborn, eine weitere Quelle, der Eisenborn liegt an der Thomashüttenschneise.

### Geologie
Der Forst Eichen (im Volksmund: „die Aje“), in der westlichen Gemarkung gelegen, ist geprägt durch Mischwald und ehemalige Steinbrüche. Einige große Wiesen befinden sich im Wald: die Höllwiese, die Langwiese und die Schmillenbruchwiese.
Der Oberwald, ebenfalls in der westlichen Gemarkung gelegen, weist hohe Tonvorkommen auf, die bis ins 20. Jahrhundert abgebaut wurden. Die verbliebenen Gruben wurden danach als Naturschutzgebiet ausgewiesen. Ebenfalls im Oberwald befinden sich einige Weiden für Rinder, zum Beispiel die Hellwies.
Der Abteiwald, in der östlichen Gemarkung gelegen, besteht aus Mischwald. Der Boden ist hier überwiegend sandig, so wie die Böden des angrenzenden Rodgaus. Ebenfalls in der östlichen Gemarkung befindet sich die Brüchelswiese (hinter dem Sportzentrum), die aufgrund der oftmals nassen Böden vorzugsweise als Weideplatz genutzt wird.
Die südliche Gemarkung ist geprägt durch Felder und Weiden und weist humusreichere Böden auf. Der Anbau von Getreide, Mais und Raps ist verbreitet. Außerdem gibt es mehrere Weideplätze für Rinder und Schafe.

### Nachbargemeinden
Eppertshausen grenzt im Norden an die Städte Rödermark und Rodgau (beide Landkreis Offenbach), im Osten an die Stadt Babenhausen, im Süden an die Gemeinde Münster (Hessen) sowie im Westen an die Gemeinde Messel.

### Gemeindegliederung
Die Gemeinde Eppertshausen hat keine politische Untergliederung und besteht nur aus der einzigen Gemarkung (Gmk.-Nr. 61071) und der Ortschaft Eppertshausen. Das Wohngebiet „Im Failisch“, das Industriegebiet Ost und einige Häuser im Oberwald befinden sich außerhalb der geschlossenen Ortslage.

## Geschichte

### Mittelalter und Frühe Neuzeit
Die älteste erhaltene schriftliche Erwähnung von Eppertshausen stammt von 836. Es gehörte damals zur Benediktinerabtei Seligenstadt. In erhaltenen historischen Dokumenten der folgenden Jahrhunderte ist der Ort unter folgenden Ortsnamen belegt (in Klammern das Jahr der Erwähnung): Ecgiharteshuson (10. Jahrhundert); Ebrehtehusen (1292); Epphyrshusin (1348); Epprechteshusen (1355); Epprechshusen (1385); Epperßhusen (2. Hälfte 14. Jahrhundert); Ippershusen (1438); Opperßhusen (1440); Eppershusen (1453); Eppertshußen (1486); und Epperßhausen (1527).
1383 fiel der Zehnt von den Rödern zu Eppertshausen an das Schloss Babenhausen, also wohl an die Herren von Hanau. In dieser Zeit gehörte das Dorf zur Mark Babenhausen. 1438 verpfändete Heinrich von Groschlag Eppertshausen an die Grafen Johann IV. und Philipp von Katzenelnbogen. 1546 war der Ort wieder im Besitz der Herren von Groschlag von Dieburg. Als Grundbesitzer im Ort werden erwähnt: 1348 Heinrich von Wasen und 1453 die Niederlassung des Deutschen Ordens in Sachsenhausen.

### Neuzeit
1799 starb mit Friedrich Carl Willibald von Groschlag zu Dieburg das letzte männliche Mitglied seiner Familie. Eppertshausen erbte seine Tochter Anna Maria, verheiratete Gräfin von Lerchenfeld-Köfering (1775–1854). Mit der Rheinbundakte von 1806 fiel die staatliche Hoheit über Eppertshausen dem Fürstentum Isenburg zu. Hier lief das winzige Territorium auch unter der Bezeichnung „Grafschaft Lerchenfeld“. Auf dem Wiener Kongress 1815 verlor das Fürstentum Isenburg dann selbst seine Souveränität und wurde zugunsten Österreichs mediatisiert. Österreich gab dann das Gebiet weiter: Mit Preußen und dem Großherzogtum Hessen vereinbarte es am 30. Juni 1816 in einem Staatsvertrag, dass das bisherige Fürstentum Isenburg weitgehend dem Großherzogtum Hessen zufiel. Das Großherzogtum gliederte Eppertshausen seiner Provinz Starkenburg ein. Bei diesen Transaktionen blieben die angestammten Herrschaftsrechte der Gräfin Lerchenfeld gewahrt. Diese Rechte überstanden auch noch die Verwaltungsreform des Großherzogtums von 1821. 
Erst 1825 einigten sich Staat und Gräfin Lerchenfeld darauf, dass sie ihre Rechte dem Staat abtrat. Dieser ordnete Eppertshausen hinsichtlich der Verwaltung dem Landratsbezirk Langen, hinsichtlich der erstinstanzlichen Rechtsprechung dem Landgericht Langen zu. 1879 wurde für die erstinstanzliche Rechtsprechung dann das Amtsgericht Langen (Hessen) zuständig.
Die Statistisch-topographisch-historische Beschreibung des Großherzogthums Hessen berichtet 1829 über Eppertshausen:

„Eppertshausen (L. Bez. Langen) kath. Pfarrdorf; liegt unfern der Gersprenz, 3 1⁄4 St. von Langen und hat 103 Häuser und 891 Einw., die bis auf 3 Luth. und 64 Juden alle kath. sind. Der Ort gehört der Gräfin von Lerchenfeld, geb. Freiin von Groschlag. Man findet eine schöne 1828 neu erbaute Kirche, 39 Bauern 56 Taglöhner, 46 Handwerker und unter letzteren besonders viele Häfner. Dieser Ort, der seinen Namen wohl von Erbhart herleitet, zum Ritterkanton Odenwald gehörte und zur Burg Stockau zu Dieburg centbar war, ist 1806 unter die Souveränität des Fürsten von Isenburg–Birstein und 1816 mit einem Theil des Fürstenthums Isenburg unter Hess. Hoheit gekommen. Im Jahr 1825 wurde die Patrimonialgerichtsbarkeit über Eppertshausen an den Staat abgetreten. Der Ort war ein Filial von Dieburg; wurde aber 1751 davon getrennt, und von der Familie von Groschlag die neue Pfarrei gestiftet.“

Im Zuge der Gebietsreform in Hessen in den 1970er Jahren wurde Eppertshausen als eine von wenigen Gemeinden nicht verändert und konnte seine Eigenständigkeit bewahren.

### Verwaltungsgeschichte im Überblick
Die folgende Liste zeigt die Staaten und Verwaltungseinheiten, denen Eppertshausen angehört(e):
- vor 1799: Heiliges Römisches Reich, Kurmainz, Herrschaft der Groschlag zu Dieburg
- ab 1799: Heiliges Römisches Reich, Kurmainz, Grafschaft von Lerchenfeld
- ab 1803: Heiliges Römisches Reich, Fürstentum Isenburg-Birstein[Anm. 2]
- ab 1806: Fürstentum Isenburg,[Anm. 3] Grafschaft von Lerchenfeld
- ab 1813: Generalgouvernement Frankfurt, Grafschaft von Lerchenfeld
- ab 1815: Kaisertum Österreich,[Anm. 4] Amt Wenings
- ab 1816: Großherzogtum Hessen (Souveränitätslande),[Anm. 5] Provinz Oberhessen, Grafschaft von Lerchenfeld[11] (zur Standesherrschaft Isenburg gehörig)
- ab 1820: Großherzogtum Hessen, Provinz Starkenburg, Patrimonialgericht (Grafen von Lerchenfeld bis 1825)
- ab 1821: Großherzogtum Hessen, Provinz Starkenburg, Landratsbezirk Langen[Anm. 6]
- ab 1832: Großherzogtum Hessen, Provinz Starkenburg, Kreis Offenbach
- ab 1848: Großherzogtum Hessen, Regierungsbezirk Dieburg
- ab 1852: Großherzogtum Hessen, Provinz Starkenburg, Kreis Dieburg
- ab 1871: Deutsches Reich, Großherzogtum Hessen, Provinz Starkenburg, Kreis Dieburg
- ab 1918: Deutsches Reich,[Anm. 7] Volksstaat Hessen, Provinz Starkenburg, Kreis Dieburg
- ab 1938: Deutsches Reich, Volksstaat Hessen, Landkreis Dieburg[12][Anm. 8]
- ab 1945: Amerikanische Besatzungszone,[Anm. 9] Groß-Hessen, Regierungsbezirk Darmstadt, Landkreis Dieburg
- ab 1946: Amerikanische Besatzungszone, Hessen, Regierungsbezirk Darmstadt, Landkreis Dieburg
- ab 1949: Bundesrepublik Deutschland, Hessen, Regierungsbezirk Darmstadt, Landkreis Dieburg
- ab 1977: Bundesrepublik Deutschland, Hessen, Regierungsbezirk Darmstadt, Landkreis Darmstadt-Dieburg

### Geschichte der Tonverarbeitung
Die Tonverarbeitung geht bis in das 17. Jahrhundert zurück. Der Ton wurde zumeist in der Gegend um die heutige Thomashütte, einem Ausflugslokal, gegraben. Die Abgabe erfolgte durch die Bürgermeisterei mit einem Tonabgabeschein für ein- und zweispännige Fuhren oder waggonweise (10 Tonnen) gegen Entgelt. Eine Grubenpacht wurde ebenfalls erhoben. In einem heutigen Naturschutzgebiet zeugen Wassertümpel von eingestürzten Tonlöchern und Gruben des damaligen Abbaus. Die Arbeit der Häfner (heute Töpfer) mit dem Ton vom Stechen, Transportieren, Trocknen, Formen, Verzieren und Brennen bis hin zum Verkauf war sehr mühsam. Endprodukte waren vielseitige Formen von Töpfen, Schüsseln, Kannen, Krügen, Teller und Tassen. Dazu kamen Ofenkacheln, Relieftafeln, Wandteller, Vasen, Dachreiter, feuerfest dekoriert mit Marmorierungen und in Zierkeramik.
Der Verkauf der Waren als Irdenes Geschirr erfolgte nicht nur auf der „Frankfurter Dippemess“ in Frankfurt am Main, sondern auch in der weiteren Umgebung bis in den Spessart, Vogelsberg und rheinabwärts, umgeladen auf Schiffe ab Hanau oder Offenbach am Main bis nach Holland sowie rheinaufwärts bis an den Bodensee. Den Transport ab Eppertshausen besorgten Pferdefuhrwerke, in denen die Tonwaren verpackt in Stroh befördert wurden.
In Eppertshausen übten zwischen 1820 und 1830 dreizehn Häfner das Handwerk aus. 1850 gab es auch drei Ziegeleien, die ebenfalls den Ton verarbeiteten. In der zweiten Hälfte des 19. Jahrhunderts arbeiteten im Dorf 34 Töpfer. Die Tongruben wurden mit einer Feldbahn erschlossen. 1900 waren es 14 Werkstätten mit Meistern und Gesellen. 1925 sank die Zahl der Töpfer auf sechs. Die industrielle Massenanfertigung von Keramik bedeutete das Ende vieler kleiner Werkstätten. Heute gibt es nur noch die Töpferei Müller, die die Tradition fortsetzt.

## Bevölkerung

### Einwohnerstruktur 2011
Nach den Erhebungen des Zensus 2011 lebten am Stichtag, dem 9. Mai 2011, in Eppertshausen 5960 Einwohner. Darunter waren 573 (9,6 %) Ausländer, von denen 158 aus dem EU-Ausland, 222 aus anderen europäischen Ländern und 196 aus anderen Staaten kamen. (Bis zum Jahr 2020 erhöhte sich die Ausländerquote auf 15,2 %.) Nach dem Lebensalter waren 1056 Einwohner unter 18 Jahren, 2514 zwischen 18 und 49, 1245 zwischen 50 und 64 und 1143 Einwohner waren älter. Die Einwohner lebten in 2511 Haushalten. Davon waren 654 Singlehaushalte, 723 Paare ohne Kinder und 849 Paare mit Kindern, sowie 219 Alleinerziehende und 63 Wohngemeinschaften. In 477 Haushalten lebten ausschließlich Senioren und in 1689 Haushaltungen lebten keine Senioren.

### Einwohnerentwicklung
| • 1829: | 891 Einwohner, 103 Häuser  |
| • 1867: | 1030 Einwohner, 138 Häuser |

| Eppertshausen: Einwohnerzahlen von 1829 bis 2015 | Eppertshausen: Einwohnerzahlen von 1829 bis 2015 | Eppertshausen: Einwohnerzahlen von 1829 bis 2015 | Eppertshausen: Einwohnerzahlen von 1829 bis 2015 | Eppertshausen: Einwohnerzahlen von 1829 bis 2015 |
| --- | ------------------------------------------------ | ------------------------------------------------ | ------------------------------------------------ | ------------------------------------------------ |
| Jahr |                                                  |                                                  |                                                  | Einwohner                                        |
| 1829 | 1829                                             |                                                  | 891                                              | 891                                              |
| 1834 | 1834                                             |                                                  | 905                                              | 905                                              |
| 1840 | 1840                                             |                                                  | 1.002                                            | 1.002                                            |
| 1846 | 1846                                             |                                                  | 1.147                                            | 1.147                                            |
| 1852 | 1852                                             |                                                  | 1.155                                            | 1.155                                            |
| 1858 | 1858                                             |                                                  | 1.038                                            | 1.038                                            |
| 1864 | 1864                                             |                                                  | 1.075                                            | 1.075                                            |
| 1871 | 1871                                             |                                                  | 1.069                                            | 1.069                                            |
| 1875 | 1875                                             |                                                  | 1.142                                            | 1.142                                            |
| 1885 | 1885                                             |                                                  | 1.258                                            | 1.258                                            |
| 1895 | 1895                                             |                                                  | 1.313                                            | 1.313                                            |
| 1905 | 1905                                             |                                                  | 1.463                                            | 1.463                                            |
| 1910 | 1910                                             |                                                  | 1.583                                            | 1.583                                            |
| 1925 | 1925                                             |                                                  | 1.738                                            | 1.738                                            |
| 1939 | 1939                                             |                                                  | 1.964                                            | 1.964                                            |
| 1946 | 1946                                             |                                                  | 2.409                                            | 2.409                                            |
| 1950 | 1950                                             |                                                  | 2.576                                            | 2.576                                            |
| 1956 | 1956                                             |                                                  | 2.908                                            | 2.908                                            |
| 1961 | 1961                                             |                                                  | 3.254                                            | 3.254                                            |
| 1967 | 1967                                             |                                                  | 4.111                                            | 4.111                                            |
| 1970 | 1970                                             |                                                  | 4.662                                            | 4.662                                            |
| 1972 | 1972                                             |                                                  | 5.011                                            | 5.011                                            |
| 1975 | 1975                                             |                                                  | 4.932                                            | 4.932                                            |
| 1980 | 1980                                             |                                                  | 5.266                                            | 5.266                                            |
| 1985 | 1985                                             |                                                  | 5.128                                            | 5.128                                            |
| 1990 | 1990                                             |                                                  | 5.314                                            | 5.314                                            |
| 1995 | 1995                                             |                                                  | 5.713                                            | 5.713                                            |
| 2000 | 2000                                             |                                                  | 5.811                                            | 5.811                                            |
| 2005 | 2005                                             |                                                  | 5.799                                            | 5.799                                            |
| 2010 | 2010                                             |                                                  | 5.923                                            | 5.923                                            |
| 2011 | 2011                                             |                                                  | 5.960                                            | 5.960                                            |
| 2015 | 2015                                             |                                                  | 6.231                                            | 6.231                                            |
| Datenquelle: Historisches Gemeindeverzeichnis für Hessen: Die Bevölkerung der Gemeinden 1834 bis 1967. Wiesbaden: Hessisches Statistisches Landesamt, 1968. Weitere Quellen: LAGIS; 1972; ab 1975: Hessisches Statistisches Informationssystem; Zensus 2011 |                                                  |                                                  |                                                  |                                                  |

### Religionszugehörigkeit
| • 1829: | 824 (= 92,48 %) katholische, 64 jüdische (= 7,18 %) und 3 lutheranische (= 0,34 %) Einwohner                                                                                    |
| • 1961: | 2805 Einwohner waren katholisch (= 86,20 %), 396 (= 12,17 %) evangelisch und 53 (= 1,63 %) Einwohner ohne Religionsangabe                                                       |
| • 1987: | 1067 evangelische (= 21,2 %), 3289 katholische (= 65,5 %), 666 sonstige (= 13,3 %) Einwohner                                                                                    |
| • 2011: | 1182 evangelische (= 19,8 %), 2679 katholische (= 44,9 %), 2099 sonstige (= 35,2 %) Einwohner                                                                                   |
| • 2017: | 2769 (= 42,3 %) Einwohner gehörten einer sonstigen oder keiner Religionszugehörigkeit an, 2662 (= 40,6 %) Einwohner waren katholisch und 1208 (= 18,2 %) Einwohner evangelisch. |

### Erwerbstätigkeit
Die Gemeinde im Vergleich mit Landkreis, Regierungsbezirk Darmstadt und Hessen:
|                                                   | Jahr | Gemeinde | Landkreis | Regierungsbezirk | Hessen    |
| ------------------------------------------------- | ---- | -------- | --------- | ---------------- | --------- |
| Sozialversicherungspflichtig Beschäftigte         | 2017 | 1.436    | 74.525    | 1.695.567        | 2.524.156 |
| Veränderung zu                                    | 2000 | +33,2 %  | +21,1 %   | +16,1 %          | +16,0 %   |
| davon Vollzeit                                    | 2017 | 75,4 %   | 68,3 %    | 72,8 %           | 71,8 %    |
| davon Teilzeit                                    | 2017 | 24,6 %   | 31,7 %    | 27,2 %           | 28,2 %    |
| Ausschließlich geringfügig entlohnte Beschäftigte | 2017 | 295      | 15.305    | 224.267          | 372.991   |
| Veränderung zu                                    | 2000 | −2,3 %   | +14,4 %   | +9,0 %           | +8,8 %    |

| Branche                         | Jahr | Gemeinde | Landkreis | Regierungsbezirk | Hessen |
| ------------------------------- | ---- | -------- | --------- | ---------------- | ------ |
| Produzierendes Gewerbe          | 2000 | 61,6 %   | 41,1 %    | 27,0 %           | 30,6 % |
|                                 | 2017 | 53,8 %   | 31,3 %    | 20,4 %           | 24,3 % |
| Handel, Gastgewerbe und Verkehr | 2000 | 18,2 %   | 26,1 %    | 26,4 %           | 25,1 % |
|                                 | 2017 | 25,0 %   | 26,8 %    | 24,7 %           | 23,8 % |
| Unternehmensdienstleistungen    | 2000 | 09,4 %   | 11,6 %    | 25,1 %           | 20,2 % |
|                                 | 2017 | 10,9 %   | 17,1 %    | 31,6 %           | 26,1 % |
| Sonstige Dienstleistungen       | 2000 | 10,7 %   | 18,8 %    | 20,1 %           | 22,5 % |
|                                 | 2017 | *)       | 23,6 %    | 23,0 %           | 25,4 % |
| Sonstiges (bzw. ohne Zuordnung) | 2000 | 00,2 %   | 02,4 %    | 01,4 %           | 01,5 % |
|                                 | 2017 | 10,3 %   | 01,1 %    | 00,3 %           | 00,4 % |

*) anonymisiert

## Politik

### Gemeindevertretung
Die Kommunalwahl am 12. März 2021 lieferte folgendes Ergebnis, in Vergleich gesetzt zu früheren Kommunalwahlen:
| Sitzverteilung in der Gemeindevertretung 2021Insgesamt 23 Sitze - SPD: 6 - FDP: 2 - CDU: 15 | Parteien und Wählergemeinschaften | Parteien und Wählergemeinschaften           | % 2021 | Sitze 2021 | % 2016 | Sitze 2016 | % 2011 | Sitze 2011 | % 2006 | Sitze 2006 | % 2001 | Sitze 2001 |
| Sitzverteilung in der Gemeindevertretung 2021Insgesamt 23 Sitze - SPD: 6 - FDP: 2 - CDU: 15 | CDU                               | Christlich Demokratische Union Deutschlands | 63,2   | 15         | 72,2   | 19         | 59,7   | 16         | 60,9   | 16         | 44,3   | 14         |
| Sitzverteilung in der Gemeindevertretung 2021Insgesamt 23 Sitze - SPD: 6 - FDP: 2 - CDU: 15 | SPD                               | Sozialdemokratische Partei Deutschlands     | 26,9   | 6          | 27,8   | 8          | 37,6   | 10         | 35,0   | 10         | 47,0   | 14         |
| Sitzverteilung in der Gemeindevertretung 2021Insgesamt 23 Sitze - SPD: 6 - FDP: 2 - CDU: 15 | FDP                               | Freie Demokratische Partei                  | 9,9    | 2          | —      | —          | 2,7    | 1          | 4,1    | 1          | 8,7    | 3          |
| Sitzverteilung in der Gemeindevertretung 2021Insgesamt 23 Sitze - SPD: 6 - FDP: 2 - CDU: 15 | Gesamt                            | Gesamt                                      | 100    | 23         | 100    | 27         | 100    | 27         | 100    | 27         | 100    | 27         |
| Sitzverteilung in der Gemeindevertretung 2021Insgesamt 23 Sitze - SPD: 6 - FDP: 2 - CDU: 15 | Wahlbeteiligung in %              | Wahlbeteiligung in %                        | 51,1   | 51,1       | 52,2   | 52,2       | 50,9   | 50,9       | 45,7   | 45,7       | 55,5   | 55,5       |

### Bürgermeister
Nach der hessischen Kommunalverfassung wird der Bürgermeister für eine sechsjährige Amtszeit gewählt, seit dem Jahr 1993 in einer Direktwahl, und ist Vorsitzender des Gemeindevorstands, dem in der Gemeinde Eppertshausen neben dem Bürgermeister ehrenamtlich ein Erster Beigeordneter und fünf weitere Beigeordnete angehören. Bürgermeister ist seit dem 2. Juli 2025 Stephan Brockmann (CDU), der bis dahin als Erster Beigeordneter dem Gemeindevorstand angehört hatte. Der Amtsvorgänger Carsten Helfmann (CDU) wechselte in seiner vierten Amtszeit am 1. März 2025 als Geschäftsführer zum Zweckverband Abfall- und Wertstoffeinsammlung (ZAW) für den Landkreis Darmstadt-Dieburg. Als Vakanzvertreter leitete Erster Beigeordneter Stephan Brockmann (CDU) die Gemeindeverwaltung kommissarisch und die Wahl eines neuen Bürgermeisters musste vorgezogen werden, zu der er selbst auch kandidierte. Stephan Brockmann wurde am 25. Mai 2025 im ersten Wahlgang bei 53,3 Prozent Wahlbeteiligung mit 78,9 Prozent der Stimmen gewählt.
Amtszeiten der Bürgermeister
- 2025–2031 Stephan Brockmann (CDU)[28]
- 2003–2025 Carsten Helfmann (CDU)[29]
- 1991–2003 Herbert Weber (SPD)
- 1973–1991 Peter Gruber
- 1961–1973 Peter Markus Larem
- 1948–1961 Stephan Gruber
- 1945–1948 Michael Scharf
- 1945–1945 Franz Gruber II.
- 1941–1945 Heinrich Eder (als Erster Beigeordneter)
- 1937–1941 Johannes Wilhelm Helfrich
- 1934–1937 Otto Dewet Blaschek
- 1933–1934 Otto Dewet Blaschek (als Erster Beigeordneter)
- 1925–1933 Peter Krickser
- 1919–1924 Johann Michael Gotta
- 1901–1919 Andreas Euler
- 1868–1901 Peter Andreas Euler II.
- 1866–1868 Franz Joseph Braunwarth
- 1848–1866 Michael Gruber II.
- 1843–1848 Peter Larem
- 1837–1843 Adam Gruber
- 1830–1836 Peter Larem
- 1822–1830 Andreas Braunwarth

### Wappen und Flagge
Wappen

Blasonierung: Im Blau ein rot-silber geschachter Schräglinksbalken, begleitet oben von einem nach links schreitenden silbernen Storch mit roter Bewehrung und unten von goldenen Kleeblättern in zwei schräglinken Reihen.
Das Wappen wurde der Gemeinde Eppertshausen im damaligen Landkreis Dieburg am 20. Februar 1958 vom Hessischen Innenminister genehmigt.
Gestaltet wurde es durch den Bad Nauheimer Heraldiker Heinz Ritt.
Die Idee zum Gemeindewappen kam vom damaligen Bürgermeister Stephan Gruber, der es aus Teilen der Wappen der beiden einst dort ansässigen Rittergeschlechter zusammenstellte. Von dem Wappen der eigentlichen Grundherren des Ortes, der Familie Groschlag von Dieburg, wurde die blaue Grundfarbe des Wappenschildes und der Schachriegel entnommen. Vom Wappen der Herren von Wasen, dem zweiten Rittergeschlecht, das dort Besitzungen hatte, stammen der Storch und die Kleeblätter. Dabei ist es sehr umstritten, ob die Wasen wirklich einen Storch als Wappenvogel führten. Der Storch für das Gemeindewappen wurde auch deshalb gewählt, weil auf dem Schulhaus ein Storch sein Nest hatte.
Flagge
Die Flagge wurde am 11. Juli 1984 vom Hessischen Innenminister genehmigt und wird wie folgt beschrieben:
Auf weißer Mittelbahn zwischen zwei roten Randstreifen in der oberen Hälfte aufgelegt das Gemeindewappen.

### Gemeindepartnerschaften
Eppertshausen unterhält Partnerschaften mit der französischen Gemeinde Chaource in der Nähe von Troyes seit 1990 und mit der italienischen Kommune Codigoro in der Po-Ebene seit 2003.
Mit der Gemeinde Langenweißbach (Sachsen) besteht seit 1989 eine Patenschaft.

## Kultur und Sehenswürdigkeiten

### Regelmäßige Veranstaltungen
- September: Champagnerfest[35]
- Oktober: Kerb[36]
- November/Dezember: Weihnachtsmarkt[37]

### Mundart
„Ebbetshause“ liegt im hessischen Mundartgebiet, das zur Gruppe der rheinfränkischen Mundarten gehört. Die starke lokale Prägung weicht seit dem Ende des Zweiten Weltkriegs einer südhessischen Umgangssprache. Die Gründe hierfür sind u. a. der starke Zuzug von Vertriebenen, Aussiedlern, ehemaligen Gastarbeitern und Menschen aus anderen Regionen Deutschlands. Das Ebbetshaiserisch wird hauptsächlich von älteren Einwohnern gesprochen. Im Dezember 2005 erschien die zweite Auflage des Kleinen Eppertshäuser Wörterbuches, eine Sammlung des Eppertshäuser Dialekts.

### Kirchen

#### Valentinuskapelle

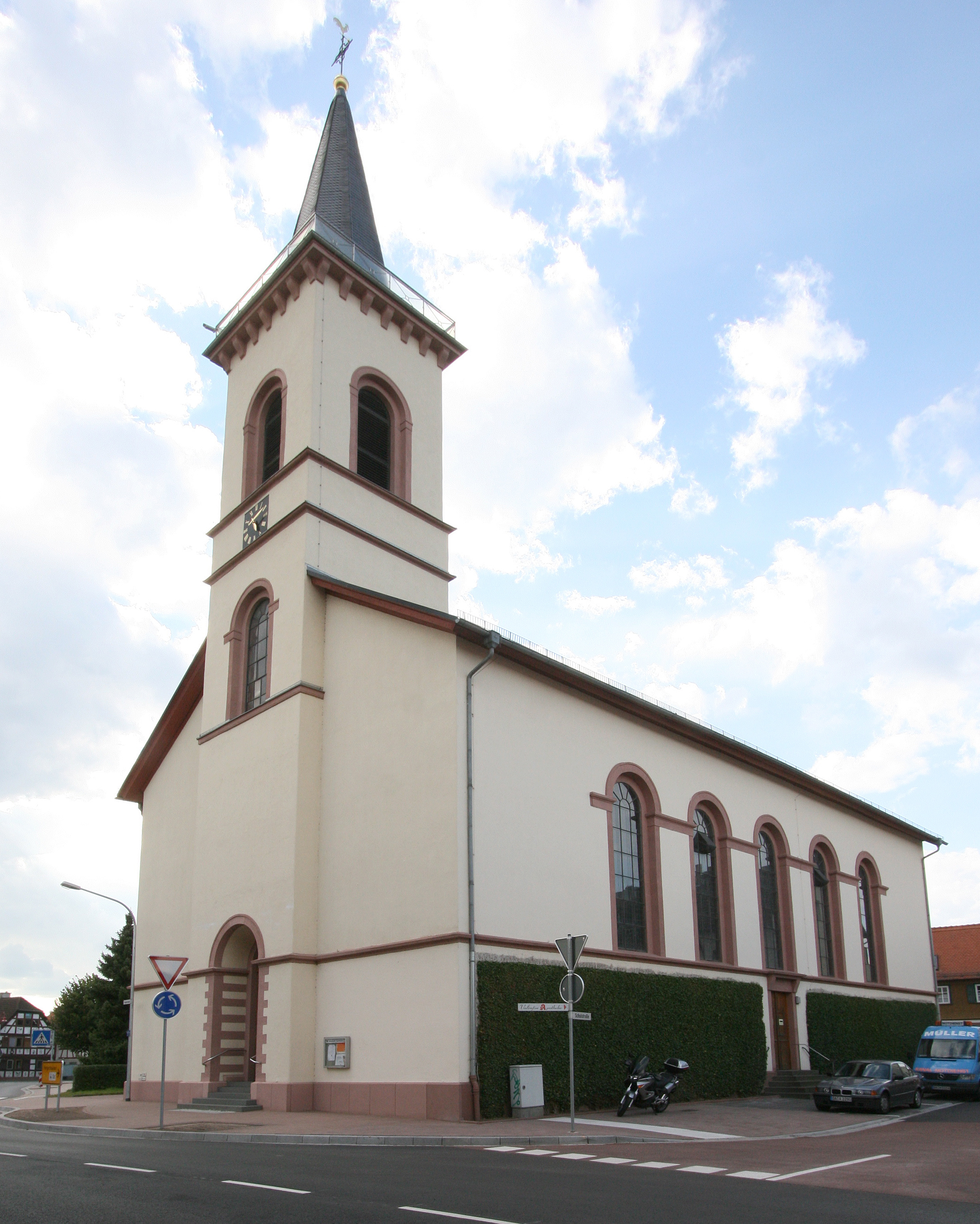
St. Sebastian

Im Jahr 1440 wurde die Kapelle errichtet. Sie war dem Heiligen Valentin geweiht und ist heute das älteste Gebäude im Ort. Sie verdankt ihre Entstehung einem Streitfall mit Todesfolge. Der Totschläger wurde verpflichtet, vier Jahre lang Geld für den Kapellenbau zu geben. Die Valentinuskapelle, die eine schon in der zweiten Hälfte des 13. Jahrhunderts existierende, aber zu klein gewordene Waldkapelle ablöste, steht am Ende des alten Dorfkerns; sie war bis gegen 1800 ein Wallfahrtsort.

#### Pfarrkirche
Die römisch-katholische Pfarrkirche von Eppertshausen war zunächst die in Dieburg, später die in Münster. 1737 ließen die Freiherren von Groschlag am Südende der Gemeinde eine eigene Pfarrkirche bauen. Sie war den Heiligen Sebastian und Valentin geweiht. Das Kirchenpatronat lag bei St. Mariengraden in Mainz. Kirchliche Mittelbehörde war das Archidiakonat St. Peter und Alexander in Aschaffenburg, Landkapitel Montat.
Die barocke Kirche wurde nach ungefähr 100 Jahren wieder abgebrochen; an gleicher Stelle wurde von 1827 bis 1832 die heutige Pfarrkirche errichtet. Die Pläne lieferte der Landesbaumeister Georg August Lerch, ein Schüler des Darmstädter Baumeisters Georg Moller.

#### Evangelische Kirche
Vor 1945 gab es in Eppertshausen nur sehr wenige evangelische Christen. Bis 1966 wuchs die Zahl auf etwa 600 an. In diesem Jahr wurde die Evangelische Kirchengemeinde Eppertshausen gegründet und war viele Jahre lang eine Außenstelle der Kirchengemeinde von Urberach. 1993 wurde die Gemeinde dann selbständig. Als Gottesdienstraum dient ein Mehrzweckraum in dem 1966/67 errichteten Gemeindehaus.

### Natur und Schutzgebiete

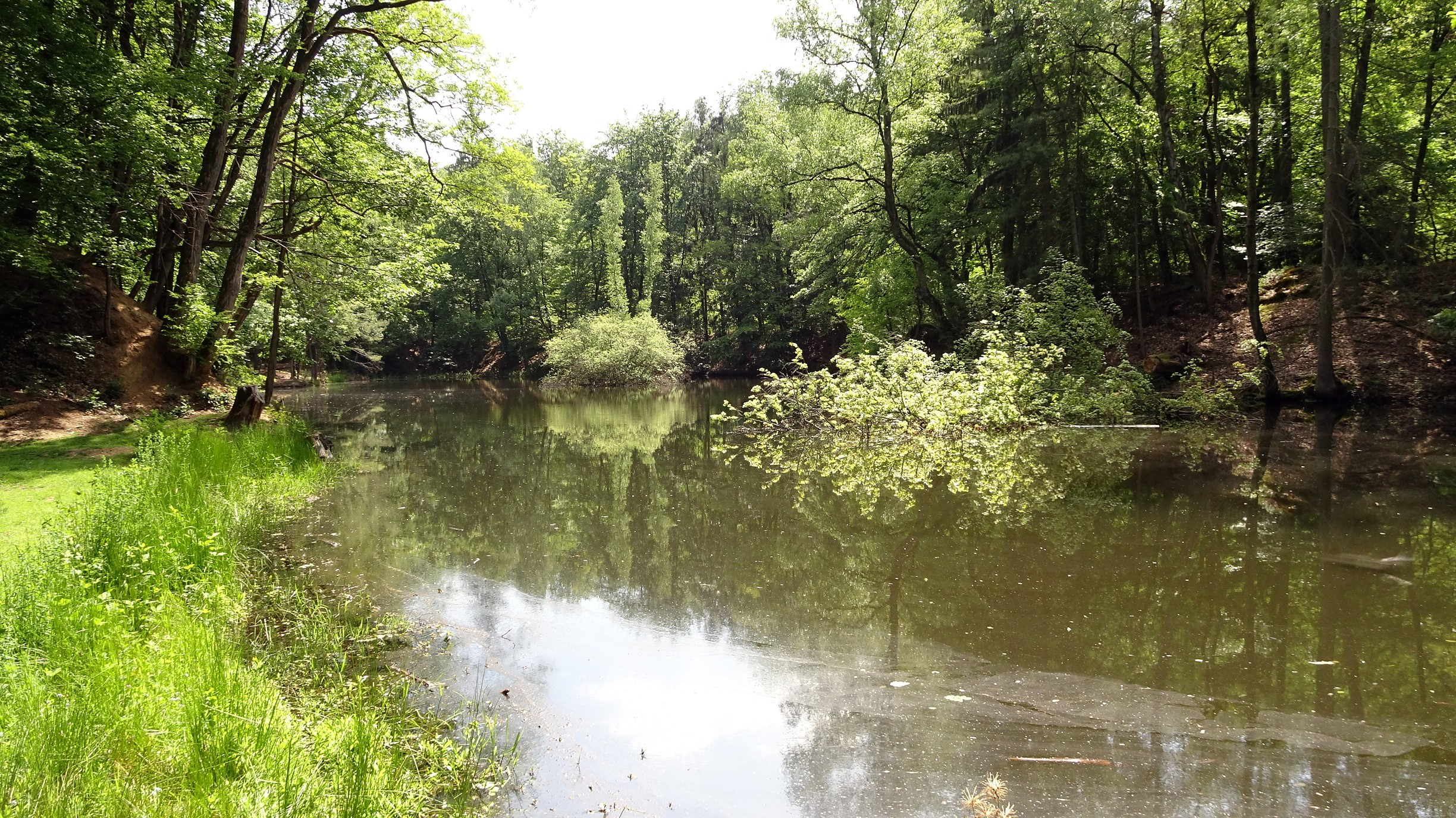
Naturdenkmal „Aufgelassener Steinbruch“ (2020)

Am Nordrand der Gemarkung liegt auf dem Gelände ehemaliger Tongruben das Naturschutzgebiet „Rallenteich von Eppertshausen“. Im Westen der Gemarkung befinden sich Teilflächen des Naturschutzgebietes „Neuwiese von Messel“ mit artenreichen Waldwiesen. Es ist eingebettet in das Natura2000-Gebiet „Neuwiese und Wald nordöstlich von Messel“ (FFH–Gebiet 6018-307). Im Südosten gehören Flächen der Natura2000 Gebiete „Untere Gersprenz“ (FFH-Gebiet 6019-303) und „Untere Gersprenzaue“ (EU-Vogelschutzgebiet 6119-401) zum Gemeindegebiet.
Westlich von Eppertshausen befindet sich im Wald das flächenhafte Naturdenkmal „Aufgelassener Steinbruch“ mit zwei Teichen.

## Wirtschaft und Infrastruktur

### Flächennutzung
Das Gemeindegebiet umfasst eine Gesamtfläche von 1311 Hektar, davon entfallen in ha auf:
| Nutzungsart             | Nutzungsart             | 2011 | 2015 |
| ----------------------- | ----------------------- | ---- | ---- |
| Gebäude- und Freifläche | Gebäude- und Freifläche | 139  | 140  |
| davon                   | Wohnen                  | 99   | 95   |
|                         | Gewerbe                 | 17   | 20   |
| Betriebsfläche          | Betriebsfläche          | 2    | 3    |
| davon                   | Abbauland               | 0    | 0    |
| Erholungsfläche         | Erholungsfläche         | 8    | 9    |
| davon                   | Grünanlage              | 2    | 3    |
| Verkehrsfläche          | Verkehrsfläche          | 69   | 69   |
| Landwirtschaftsfläche   | Landwirtschaftsfläche   | 245  | 243  |
| davon                   | Moor                    | 0    | 0    |
|                         | Heide                   | 0    | 0    |
| Waldfläche              | Waldfläche              | 828  | 828  |
| Wasserfläche            | Wasserfläche            | 16   | 16   |
| Sonstige Nutzung        | Sonstige Nutzung        | 4    | 4    |

### Verkehr
Eppertshausen besitzt eine gute Verkehrsanbindung in alle Richtungen. Eppertshausen gehört zum Rhein-Main-Verkehrsverbund.

#### Straßenverkehr
Alle Orte des Rhein-Main-Gebiets können mit dem Kraftfahrzeug innerhalb einer Stunde erreicht werden. Zum Frankfurter Flughafen beträgt die Fahrtzeit ca. 30 Minuten, zur Autobahn 3 (Köln–Frankfurt am Main–Würzburg) ca. 15 Minuten und zur Autobahn 5 (Kassel–Frankfurt am Main–Heidelberg) ca. 30 Minuten.

#### Bahnverkehr
Der Haltepunkt Eppertshausen liegt an der Rodgaubahn, die 1905 eröffnet wurde. Einmal pro Stunde fährt ein Triebwagen sowohl in nördlicher Richtung über Rödermark nach Dreieich-Buchschlag als auch in südlicher Richtung nach Dieburg. Im Berufsverkehr gibt es zusätzliche Direktverbindungen von und nach Frankfurt am Main. Der Güterverkehr wurde eingestellt.

### Bildungseinrichtungen
Eppertshausen besitzt mit der Stephan-Gruber-Schule eine Grundschule. Außerdem gibt es einen katholischen und einen Gemeindekindergarten.
Die seit 2007 selbständige damalige Sprachheilschule „Am Amorbach“ heute „Mira-Lobe-Schule“ und für den gesamten Osten des Kreises Darmstadt-Dieburg zuständig, wurde im Sommer 2011 von Klein-Umstadt nach Eppertshausen verlegt, wo sie eigenständige Gebäude bezogen hat.

## Persönlichkeiten

### Söhne und Töchter der Gemeinde
- Andreas Braunwart (1767–1830), Politiker, Abgeordneter der 2. Kammer der Landstände des Großherzogtums Hessen
- Reinhard Blickhan (* 1951), Biologe, Physiker und Hochschullehrer
- Franz Gruber (1900–1957), Politiker und Landtagsabgeordneter

### Personen, die vor Ort gewirkt haben
- Leonhard Brockmann (1935–2015), Politiker und Landtagsabgeordneter, lebte in Eppertshausen
- Günter Fanghänel (* 1935), Mathematikdidaktiker, Sachbuchautor und Kriminalromanschriftsteller, lebt in Eppertshausen
- Ernes Erko Kalač (* 1964), Kampfsporttrainer, Gründer des Vereins Lotos Eppertshausen/Rödermark
- Georg Moller (1784–1852), Architekt, St. Sebastian und Valentin in Eppertshausen
- Holger Schlageter (* 1973), Autor und Institutsgründer, wuchs in Eppertshausen auf
- Herbert Wehnert (* 1947), Handballspieler und Trainer der HSG Eppertshausen/Münster
- Kaspar Winter (1869–1950), Politiker und Landtagsabgeordneter, war Lehrer in Eppertshausen